# كبابيش
الكبابيش من القبائل العربية في السودان، وهي قبيلة جهنية. تتواجد في منطقة شمال كردفان. وتتكون القبيلة من عدة مجموعات مختلفة، يقودها جميعا الناظر. ومهنتهم الرئيسية هي رعاية الإبل، مما يعطيهم مكانة عالية في المجتمع العربي، حيث أن الإبل يحظى بتقدير ومكانة عالية عندهم.

رجل سوداني من قبيلة الكبابيش

## الأصول
قيل أنهم منسوبون إلى كبش جدهم، وقيل أنهم ينتسبون إلى قبيلة عبس، وهم في الواقع مجموعة كبيرة انضمت إليها مجموعات من قبائل أخرى، مثل فرع برارة من الجعليين الشقالوة، والعطوية الكواهلة، وبعض العونية من الشايقية، وبعض البجا والبقارة وغيرهم.

## مناطق التواجد
تمتد منطقتهم إلى حدود دنقلا والصحراء الليبية إلى ما وراء وادي الملك حتى حدود دارفور وإلى وادي المقدم شرقا، وجهات أم بادر وكاتول وكجمار وأم أندرابة جنوبا.

## المجتمع
تدين القبيلة بالإسلام على مذهب أهل السنة والجماعة، وهم يتتبعون نسبهم إلى أجدادهم العرب، ويتحدثون بلهجة سودانية عربية. وترتدي نساؤهم الثوب السوداني (التُّوب) الذي يتكون من قطعة واحدة تلف على جميع أنحاء الجسم، في حين يرتدي الرجال الثوب الأبيض (الجلاَّبية) والسراويل البيضاء الشفافة. ومعظم الرجال يحملون الخنجر أو السيف وربما بندقية، وذلك بسبب قسوة الحياة الصحراوية وتهديد اللصوص بسبب ما يحملونه من مخزوناتهم القيمة.